# Dicranomyia brevigladia
Dicranomyia brevigladia là một loài ruồi trong họ Limoniidae. Chúng phân bố ở vùng Tân nhiệt đới.